# Podenco canario
De podenco canario is een hondenras dat afkomstig is van de tot Spanje behorende Canarische Eilanden. Een volwassen reu bereikt een schouderhoogte van 55 tot 64 centimeter. Een volwassen teef bereikt een hoogte van 53 tot 60 centimeter bij een gewicht van circa 15 kilogram. De vacht is glad, kort en dicht in de kleur rood, wit of rood met wit, waarbij het rood in alle varianten voor komt.